# 阿尔伯特·格尔泽辛斯基

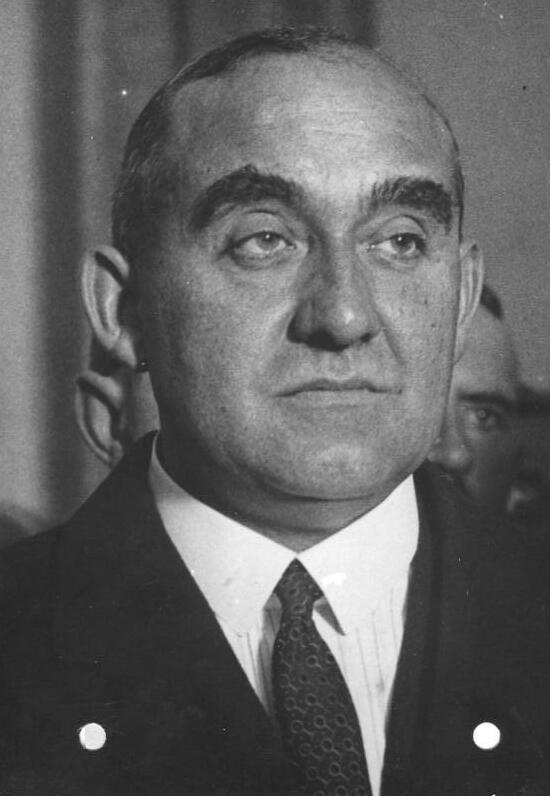
阿尔伯特·格热辛斯基 (1926年)

阿尔伯特·格热辛斯基（德語：Albert Carl Grzesinski，1879年7月28日—1948年1月12日），是魏玛德国时期社会民主党政治家，1926年至1930年担任普鲁士内政部长。

## 生平
格热辛斯基出生于德国普鲁士的旧特雷普托，他是一个女仆所生的私生子，在祖父母的陪伴下长大。1897年，他成为社会民主党成员，其后于1919年成为普鲁士战争部副部长；他曾在1920年卡普政变期间拒绝出任国防部长的职务。1922年至1924年期间，他担任普鲁士秘密警察长官，后于1925年至1926年转任柏林警察局局长。
格热辛斯基在普鲁士内政部长任内致力于维护德国民主制度，并努力遏制当时社会的政治暴力，尤其是防范德共对社会民主党人的敌意和暴力行动。1929年，他在普鲁士境内取缔了德共下辖的武装组织“红色阵线战士同盟”。1929年5月1日，他参与了柏林警察武力镇压德共组织的国际劳动节游行活动，这导致了持续数日被称为“血腥五月”的骚乱；过程中有30多名平民丧生，超过1000人被捕，此举也令当局遭受了各界的广泛批评。
格热辛斯基因个人原因于1930年2月28日辞去了普鲁士内政部长，他旋即再次担任柏林警察局长。1931年，他作为警察局长曾试图对阿道夫·希特勒下达禁言令，并将他作为不受欢迎的外国人驱逐出境，但时任总理海因里希·布吕宁最终未签署该命令。1932年普鲁士政变后，他被帕彭政府免职并由埃森前警察局长库尔特·梅尔彻继任。根据历史学家克里斯托弗·克拉克的说法，格热辛斯基一直称希特勒为外国人，他认为希特勒应该与政府谈判协商而不是通过暴力与阴谋夺权。
随着1933年纳粹党掌权，他的名字很快出现在一项被正式取消国籍的德国人名单上，这也导致他在德国的所有财产被没收，格热辛斯基沦为无国籍人士。他于1933年逃往瑞士，随后流亡法国，并于1937年移居到了美国。他在流亡期间积极参与反纳粹组织，1948年他在纽约皇后区去世。

## 文献
- Albert Grzesinski: Im Kampf um die deutsche Republik. Erinnerungen eines Sozialdemokraten. Herausgegeben von Eberhard Kolb. München 2001 (Schriftenreihe der Stiftung Reichspräsident-Friedrich-Ebert-Gedenkstätte 9).